# Stang (skibsterminologi)
 For alternative betydninger, se Stang. (Se også artikler, som begynder med Stang)
En stang er i skibsterminologi betegnelsen for en ekstra sektion, som forhøjer den egentlige mast.
| Vandsport/vandtransport | Spire Denne vandsports- eller vandtransportsartikel er en spire som bør udbygges. Du er velkommen til at hjælpe Wikipedia ved at udvide den. |